# Reflexives Verb
Ein reflexives Verb drückt die Tätigkeit eines Subjektes (Sprechers) aus, die sich auf es (ihn) selbst bezieht. Reflexivität ist ein Sonderfall der Handlungsrichtung eines Verbs (Diathese).

## Reflexive Verben im Deutschen
Im Deutschen existiert eine bestimmte Anzahl von Verben, die in Verbindung mit einem Reflexivpronomen reflexive Tätigkeitsaussagen ermöglichen; das heißt, dass bei solchen Verben grammatisches Subjekt und grammatisches Objekt denselben Bezug haben. Soll beispielsweise ausgedrückt werden, dass derjenige, der wäscht und derjenige, der gewaschen wird, dieselbe Person sind, verwendet man das Reflexivpronomen sich, um das reflexive Verb sich waschen zu bilden: Martin wäscht sich.
Sogenannte echte reflexive Verben werden zwar ebenfalls mittels Reflexivpronomen konstruiert (wie z. B. sich vorsehen, sich konzentrieren), jedoch lassen sie sprachlich kein vom grammatischen Subjekt abweichendes Objekt zu:
Martin wäscht sich. – Martin wäscht seinen kleinen Bruder.

Martin konzentriert sich. – nicht aber: Martin konzentriert seinen kleinen Bruder.
In Fällen wie Die Armee konzentriert ihre Kräfte hat das Verb konzentrieren eine andere Bedeutung (‚zusammenziehen‘) und stellt kein reflexives Verb dar.
Reflexive Verben können das Reflexivpronomen bei Substantivierung verlieren, wenn es sich dabei um hochfrequente oder lexikalisierte Konversionen handelt:
Martin verhält sich seltsam. – Das Verhalten von Martin ist seltsam. – nicht: Das Sichverhalten von Martin ist seltsam.

Normalerweise wird das Reflexivpronomen jedoch beibehalten, um semantische Klarheit zu schaffen:
Martin wäscht sich mit Genuss. – Das Sichwaschen ist Martin ein Genuss – nicht: Das Waschen ist Martin ein Genuss, da es nun so erscheint, als ob Martin das Waschen generell ein Genuss sei.